# James Culpepper
James Culpepper é o baterista e um dos fundadores da banda cristã de hard rock Flyleaf. Enquanto morava em Belton, James conheceu Lacey Mosley, e ambos formaram a banda Flyleaf.